# یواس‌اس دایر (دی‌دی-۸۴)
یواس‌اس دایر (دی‌دی-۸۴) (به انگلیسی: USS Dyer (DD-84)) یک کشتی بود که طول آن ۹۶٫۱۴ متر (۳۱۵٫۴ فوت) بود. این کشتی در سال ۱۹۱۸ ساخته شد.